# Župnija Ljubljana - Rudnik
Župnija Ljubljana - Rudnik je rimskokatoliška teritorialna župnija dekanije Ljubljana - Vič/Rakovnik nadškofije Ljubljana.

## Matične knjige
Arhiv Nadškofije Ljubljana hrani naslednje matične knjige župnije Rudnik:
- Krstne knjige: 1787-1819, 1812-55, 1855-96, 1875-81 dvojnik, In 1786-1941
- Poročne knjige: 1788-1812, 1816-70*, 1876-81 dvojnik
- Mrliške knjige: 1751-84, 1795-1819, 1812-73, In 1751-1941

### Farne spominske plošče v župniji Ljubljana - Rudnik
V župniji so postavljene Farne spominske plošče, na katerih so imena vaščanov iz okoliških vasi (Lavrica, Orle, Rudnik), ki so padli nasilne smrti na protikomunistični strani v letih 1942-1945. Skupno je na ploščah 32 imen.